# Municipio de Sanders
El municipio de Sanders (en inglés: Sanders Township) es un municipio ubicado en el condado de Pennington en el estado estadounidense de Minnesota. En el año 2010 tenía una población de 298 habitantes y una densidad poblacional de 3,18 personas por km².

## Geografía
El municipio de Sanders se encuentra ubicado en las coordenadas 48°3′51″N 96°18′22″O / 48.06417, -96.30611. Según la Oficina del Censo de los Estados Unidos, el municipio tiene una superficie total de 93.68 km², de la cual 93,68 km² corresponden a tierra firme y (0 %) 0 km² es agua.

## Demografía
Según el censo de 2010, había 298 personas residiendo en el municipio de Sanders. La densidad de población era de 3,18 hab./km². De los 298 habitantes, el municipio de Sanders estaba compuesto por el 98,66 % blancos, el 0,34 % eran amerindios, el 0,67 % eran asiáticos y el 0,34 % eran de una mezcla de razas. Del total de la población el 0,34 % eran hispanos o latinos de cualquier raza.